# Конту, Руа
Руа́ Конту́ (фр. Roy Contout; 11 февраля 1985, Кайенна, Французская Гвиана) — гвианский футболист, нападающий. Выступал в составе сборной Французской Гвианы.

## Клубная карьера
Конту родился в городе Кайенне, где и начал заниматься футболом. Позже перебрался во Францию, где учился футболу в академиях клубов «Шатору» и «Бове». В начале 2003 года Конту начал привлекаться к матчам первой команды «Бове» в Лиге 2, однако по итогам сезона 2002/2003 клуб вылетел в третий дивизион, где Руа и продолжил выступления.
Летом 2004 года, после того как его родной клуб вылетел в четвертый дивизион, Конту подписал контракт с «Мецом», в составе которого в первом же сезоне дебютировал в чемпионате Франции под руководством Жана Фернандеса. В следующем году новый тренер Жоэль Мюллер продолжил доверять Конту и 25 апреля 2006 года в матче с «Бордо» (3:3) он забил свой первый гол в чемпионате. Однако по окончании сезона клуб занял последнее место и вылетел в Лигу 2. Фрэнсис Де Таддео, новый тренер «Меца», не рассчитывал на Конту, который сыграл только две игры в чемпионате в течение сезона 2006/2007, тем не менее, он выиграл Лигу 2 и вернулся в элиту.
Однако на нападающего в клубе не рассчитывали, и он подписал контракт на два года с «Амьеном» из Лиги 2. В течение первого сезона Конту не забил ни одного гола в чемпионате в 21 матче. Однако он остался в команде на следующий год, стал основным игроком и отметился 7 голами в 35 матчах сезона 2008/2009, но не смог спасти команду от вылета в третий дивизион.
После этого Конту на правах свободного агента подписал трехлетний контракт с клубом чемпионата Франции «Осер», где снова стал работать под руководством Жана Фернандеса. Он стал одним из важнейших игроков команды в сезоне 2009/2010, который она закончила на третьем месте, квалифицировавшись в Лигу чемпионов. В следующем году он продолжил быть основным игроком и дебютировал в Лиге чемпионов сезона 2010/2011. В июне 2011 года он продлил свой контракт еще на три года до июня 2015 года. Но после вылета «Осера» в Лигу 2 в 2012 году 13 июля Конту перешел в «Сошо», подписав контракт на три года. Однако и в этой команде полный контракт отработать не сумел, поскольку и этот клуб вылетел из высшего дивизиона по итогам сезона 2013/2014, после чего Руа покинул клуб.
1 сентября 2014 года на правах свободного агента присоединился к бельгийскому клубу «Мускрон-Перювельз», но в команде не закрепился и в следующем году перешел в марокканский «Ренессанс Беркан». Всего за сезон сыграл за эту команду 20 матчей в национальном чемпионате, после чего покинул клуб и вскоре завершил свою карьеру.

## Карьера в сборной
В 2005 году Конту провёл два матча за молодежную сборную Франции, с которой выиграл Турнир в Тулоне, однако в дальнейшем стал выступать за сборную своей родины.
9 июня 2012 года дебютировал в официальных матчах в составе сборной Французской Гвианы в товарищеском матче против сборной Суринама (2:1), в котором забил гол.
В составе сборной был участником Золотого кубка КОНКАКАФ 2017, где сыграл во всех трех матчах группового этапа, а в первой игре против сборной Канады (2:4) отметился забитым мячом.

## Голы за сборную
| № | Дата          | Стадион                                              | Оппонент | Счёт | Результат | Соревнование                         |
| - | ------------- | ---------------------------------------------------- | -------- | ---- | --------- | ------------------------------------ |
| 1 | 9 июня 2012   | Стад де Бадюэль, Кайенна, Французская Гвиана         | Суринам  | 1:0  | 2:1       | Товарищеский матч                    |
| 2 | 29 марта 2016 | Доктор Эдмар Лама, Ремир-Монжоли, Французская Гвиана | Куба     | 3:0  | 3:0       | Квалификация на Карибский кубок 2017 |
| 3 | 19 июня 2016  | Доктор Эдмар Лама, Ремир-Монжоли, Французская Гвиана | Гаити    | 5:2  | 5:2       | Квалификация на Карибский кубок 2017 |
| 4 | 7 июля 2017   | Ред Булл Арена, Гаррисон, США                        | Канада   | 1:3  | 2:4       | Золотой кубок КОНКАКАФ 2017          |